# Riba de Saelices
Riba de Saelices ist ein Ort und eine Gemeinde (municipio) mit 94 Einwohnern (Stand: 2024) im Südwesten der Provinz Guadalajara in der Autonomen Gemeinschaft Kastilien-La Mancha. 

## Lage und Klima
Riba de Saelices liegt in einer Höhe von ca. 1000 m in der Kulturlandschaft der Serranía. Die Entfernung zur westsüdwestlich gelegenen Provinzhauptstadt Guadalajara beträgt ca. 65 Kilometer (Fahrtstrecke). Das Klima ist gemäßigt bis warm; Regen (519 mm/Jahr) fällt übers Jahr verteilt.

## Bevölkerungsentwicklung
| Jahr      | 1970 | 1981 | 1991 | 2001 | 2011 | 2021 |
| Einwohner | 253  | 216  | 165  | 160  | 126  | 106  |

## Sehenswürdigkeiten

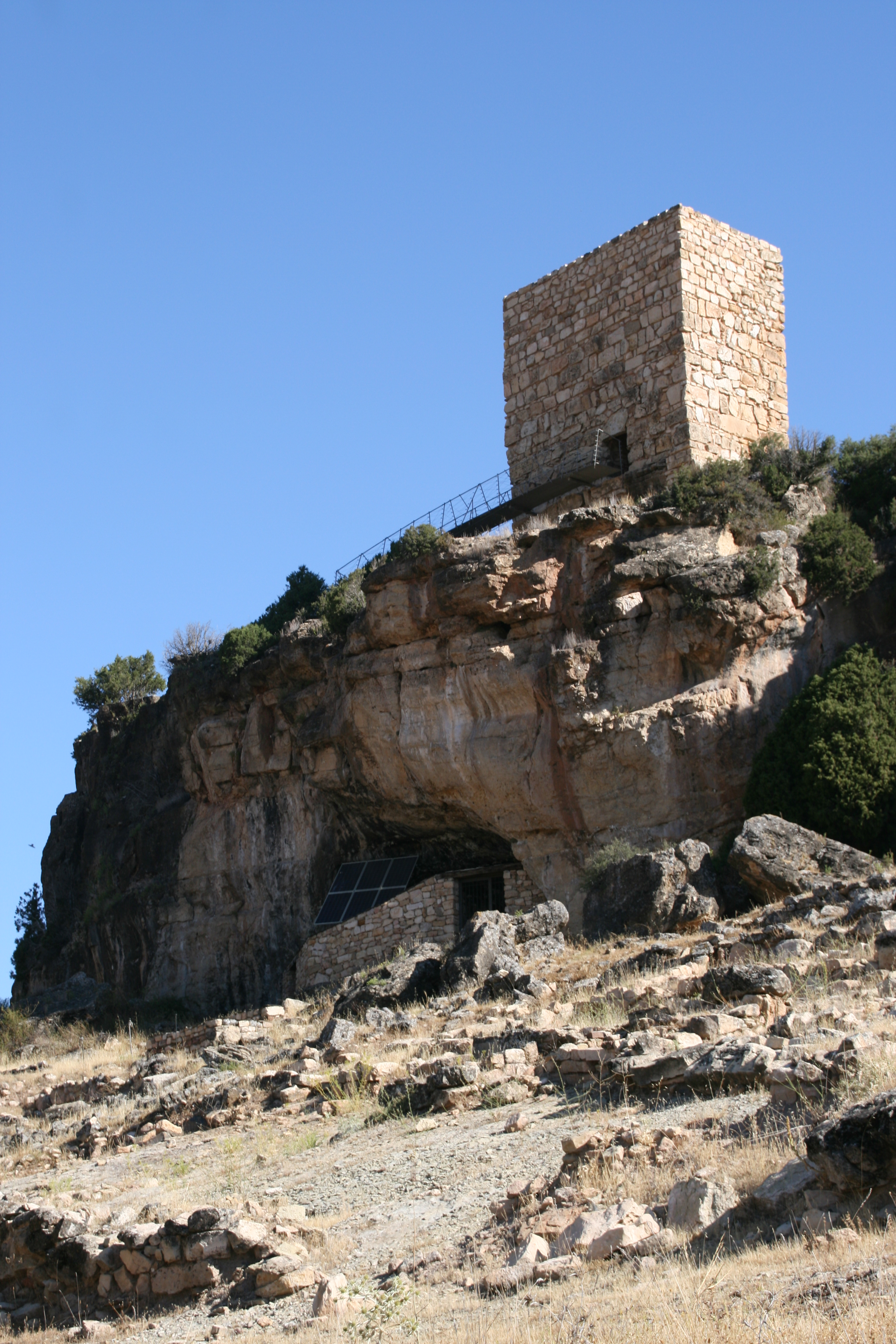
Höhlen von Los Casares
- Turm von Los Casares
- Magdalenenkirche

- Turm von Los Casares